# キズナ (ORANGE RANGEの曲)
「キズナ」は、日本のミクスチャーバンド、ORANGE RANGEの通算12枚目のシングル。

## 解説
- KATCHAN脱退後の初のシングル。
- NAOTOのクレジット欄は｢programing, other instruments, ソイソース, g｣で「お願い!セニョリータ」の時と同じである。
- 『COUNT DOWN TV』の放送600回記念の時のシングル売り上げ第1位になり、ゲストライブでこの曲を歌った。

## 詳細
- 作詞・作曲:ORANGE RANGE

## 収録曲
1. キズナ [5:13]
TBS系ドラマ『いま、会いにゆきます』主題歌。なお、映画版の主題歌もORANGE RANGEが歌っている（「花」参照）。
脱退したKATCHANに向けての「友情の絆の歌」と言われている。
スキウタ〜紅白みんなでアンケート〜では白組22位。
ミュージック・ビデオは浜比嘉島で撮影され、低音一家の甥っ子・姪っ子やメンバーたちの親戚が出演している。
2. ソイソースのTheme
ソイソースによる曲。非常に激しいロックナンバーとなっている。
NAOTOは、この曲でソイソースは解散したと言っていたが、アルバム『ORANGE RANGE』で復帰している。
『裏 SHOPPING』ではサビのメロディーラインが変更されたバージョンが収録されている。
3. ほほほ
レコーディングはボーカル3人一緒に行われた。演奏はアコースティックギターと波の音だけで構成されている。
KATCHANが作詞作曲した曲。イントロは『ミチシルベ～a road home～』に収録されている「山内公園」と同じメロディ。
FCツアー「AID JAM 007」のEDに使用された。
4. キズナ〜Acoustic Ver.〜
ソロの部分がオリジナルから変更されている。
実はこちらのバージョンのメロディーが先に出来上がったのだが、歌詞を作っていくうちにラップが欲しい、ということになりオリジナルバージョンが出来た。しかし、どうしてもこのメロディーラインを使いたかったため、三線で使われている。また、YAMATOはライブでこちらの歌詞で歌うことも多い。
2005年（平成17年）のライブツアーではSEとしてよくかかっていた。
メンバーの意向により歌詞カードに歌詞は記載されていない。

## タイアップ
- ドラマ「いま、会いにゆきます」主題歌 (M-1)

## カバー
- ANCHOR - 映画『サバカン SABAKAN』の主題歌として、 feat.りりあ。でカバー。